# Edward King, Viscount Kingsborough

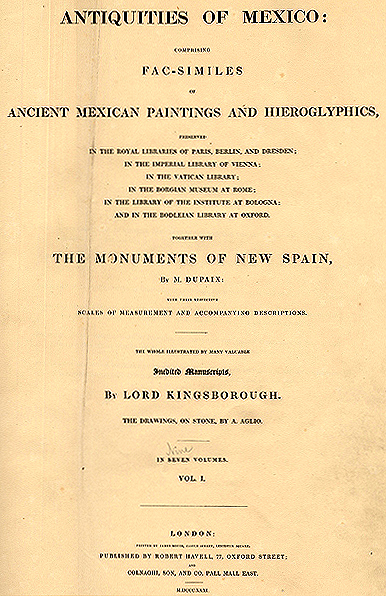
Titelseite von Band 1 der Antiquities of Mexico

Edward King, Viscount Kingsborough (* 16. November 1795 in Cork; † 27. Februar 1837 in Dublin) war ein britischer Adliger und früher Altamerikanist.

## Leben
Edward King war der älteste Sohn des George King, 3. Earl of Kingston (1771–1839). Als dessen Heir Apparent führte er ab 1799 den Höflichkeitstitel Viscount Kingsborough. In den Jahren 1818 bis 1826 war er auf Seiten der Whigs Abgeordneter für das County Cork im britischen House of Commons.
King war Anhänger der damals populären These, die Verlorenen Stämme Israels wären Stifter der amerikanischen Kulturen. Aus diesem Grund sammelte er als einer der ersten indigene Manuskripte und Reiseberichte an Stätten der ehemaligen Hochkulturen.
Im Jahr 1831 veröffentlichte er den ersten Band seines Werkes Antiquities of Mexico, welches eine Sammlung von Exemplaren verschiedener mesoamerikanischer Codices, einschließlich der ersten vollständigen Veröffentlichung des Codex Dresdensis beinhaltete.
In Folge von Schulden, die er für seinen Vater aufgenommen hatte, wurde er 1837 im Sheriffs’ Prison in Dublin inhaftiert und verstarb dort an Typhus. Da er vor seinem Vater starb, erbte nicht er, sondern sein jüngerer Bruder Robert bei dessen Tod 1839 den Titel Earl of Kingston.
Die Folgebände 2 und 3 seiner Antiquities of Mexico wurden posthum veröffentlicht. Dieses Werk diente späteren Maya-Forschern als Inspiration und stellt einen der ersten Schritte der Erforschung der Maya-Schrift dar. Der Codex Tepetlaoztoc wurde ihm zu Ehren Codex Kingsborough genannt.

## Veröffentlichungen
- Antiquities of Mexico: comprising fac-similes of ancient Mexican paintings and hieroglyphics, preserved in the royal libraries of Paris, Berlin and Dresden, in the Imperial library of Vienna, in the Vatican library; in the Borgian museum at Rome; in the library of the Institute at Bologna; and in the Bodleian library at Oxford. Together with the Monuments of New Spain, by M. Dupaix: with their respective scales of measurement and accompanying descriptions. The whole illustrated by many valuable inedited manuscripts, by Augustine Aglio. 9 Bände, London 1831–1848 (Digitalisat).